# Mehdi Benchakroun
Mehdi Benchakroun (* 21. Dezember 2003) ist ein marokkanischer Tennisspieler.

## Karriere
Benchakroun spielte bis 2021 auf der ITF Junior Tour. Dort konnte er mit Rang 76 seine höchste Notierung in der Jugend-Rangliste erreichen. Bei einem Grand-Slam-Turnier der Junioren spielte er nicht. Er gewann im Einzel ein Turnier der zweithöchsten Turnierkategorie.
Bei den Profis spielte Benchakroun nur eine Handvoll Turniere auf der ITF Future Tour und konnte sich durch einen Sieg im Einzel und zwei Siege im Doppel in der Tennisweltrangliste platzieren. Im April 2022 erhielt Benchakroun für den Grand Prix Hassan II in Marrakesch eine Wildcard für das Doppelfeld. Damit kam er zu seinem Debüt auf der ATP Tour. An der Seite von Walid Ahouda unterlag er in zwei Sätzen der ebenfalls marokkanischen Wildcard-Paarung aus Elliot Benchetrit und Lamine Ouahab in zwei Sätzen. Darüber hinaus kam Benchakroun auch in der Einzel-Qualifikation zu einem Einsatz, wo er gegen Bernabé Zapata Miralles verlor.